# 美濃電気軌道セミシ64形電車
美濃電気軌道セミシ64形電車（みのでんききどうセミシ64がたでんしゃ）は、名古屋鉄道（名鉄）の前身事業者の一つである美濃電気軌道が、1926年（大正15年）に導入した電車（制御電動車）である。
美濃電気軌道（美濃電）が敷設・運営した北方線（のちの名鉄揖斐線）の北方町 - 黒野間延伸開業に際して、1926年（大正15年）3月にセミシ64形64 - 66の3両が日本車輌製造本店において新製された。形式記号の「セミシ」とは、半鋼製車体（セミスチールボディ）の4輪単車（シングルトラックカー）を表す、美濃電独自の記号である。また車両番号の「64 - 66」は、従来車のラストナンバーが「63」であったため、その続番が付与されたものである。
形式記号が示す通り、セミシ64形は4輪単車ながら美濃電初の半鋼製車体を備え、また軌道線（のちの名鉄岐阜市内線など）における運用を前提とした低床構造の従来車とは異なり、鉄道線（揖斐線）専用車両として路上に設置された停留場からの乗降を考慮しない高床構造を採用した。
本項では、後年セミシ64形のうち2両を2車体3台車構造の連接車に改造して竣功した名鉄モ400形電車（2代）についても併せて記述する。

## 仕様
リベット組立工法を多用して製造された全長9,906 mmの半鋼製車体を備える。前後妻面に運転台を備える両運転台仕様で、緩い円弧を描く丸妻形状の妻面に3枚の前面窓を均等配置する。当初は前面向かって右側の窓上に行先表示窓が設置されていたが、後年埋め込み撤去された。側面には片側2箇所設けられた片開式客用扉と二段構造の側窓8枚を備え、側面窓配置はD 8 D（D：客用扉、各数値は側窓の枚数）である。客用扉下部には内蔵型乗降ステップが設けられ、客用扉の下端部が車体裾部まで引き下げられている。また、客用扉部および戸袋部を除く車体側面の裾部には上方への切り欠きが設けられており、台枠が外部へ露出した構造となっている。
制御方式は直接式とされ、直列4段・並列4段の計8段の力行ノッチを備えるイングリッシュ・エレクトリックDB1-KC直接制御器を各運転台に搭載した。主電動機は同じくイングリッシュ・エレクトリック社製のDK-30-B（定格出力40 PS）を採用、歯車比5.0 (70:14) で1両あたり2基、全軸に搭載した。台車はブリル (J.G.Brill) 社が開発したブリル21-E台車を日本車輌製造が模倣製造したコピー製品である21-E単台車を装着する。制動装置は手用制動を常用し、非常制動として直接制御器の操作によって動作する非常用発電制動を併設する。その他、集電装置としてトロリーポールを前後各1基ずつ搭載し、前後妻面には連結運転に備えて柴田式の並形自動連結器を装着した。

## 運用

### 第二次世界大戦前後

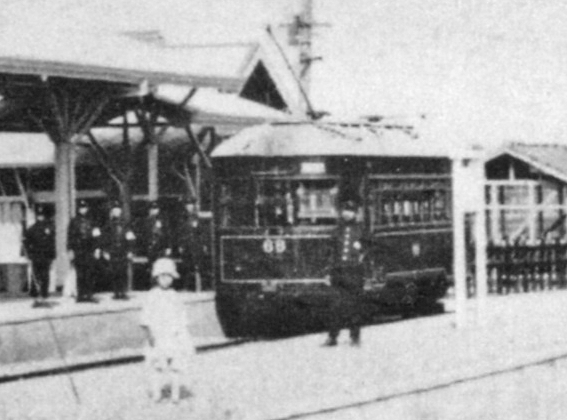
セミシ64形66（黒野駅）

1926年（大正15年）4月の北方線延伸開業と同時に運用を開始した。また、北方線延伸開業と同日には美濃電傍系事業者の谷汲鉄道によって黒野 - 谷汲間の谷汲線が開通しており、同年7月29日付認可にて北方線・谷汲線の直通運転が開始され、セミシ64形も同年9月以降より直通運用に充当された。
美濃電の名岐鉄道への吸収合併を経て、名岐鉄道と愛知電気鉄道の対等合併による（現）名古屋鉄道の成立後の1941年（昭和16年）に実施された形式称号改訂により、セミシ64形64 - 66はモ60形（初代）61 - 63と形式称号および記号番号を改めた。さらに第二次世界大戦終戦後の1949年（昭和24年）に実施された形式称号改訂に際してはモ110形110 - 112と再び形式称号および記号番号を改めた。
なお、1949年（昭和24年）の形式称号改訂と同時期に、全車ともモ100形（2代）より転用したイングリッシュ・エレクトリック (EE) 製のM-15-C自動加速制御装置を搭載して制御方式を直接制御から間接自動制御に改め、また常用制動としてSME非常直通空気ブレーキを新設した。空気制動新設に際してはDH-16電動空気圧縮機 (CP) を台車枠へ搭載するため、21-E台車の台車枠補強が施工された。これは翌1950年（昭和25年）の戦後初となる谷汲山華厳寺のご開帳を控え、参拝客による大混雑が予想された谷汲線の輸送力増強を目的としたものであった。
この仕様変更によりモ110形は総括制御が可能となり、落成当初より間接自動制御の総括制御対応車であったモ120形・モ130形など4輪単車各形式と最大3両編成を組成して運用された。また、総括制御化の後に全車とも集電装置をトロリーポールから名鉄式Yゲルと称するY字型ビューゲルへ換装した。

### 連接車化改造

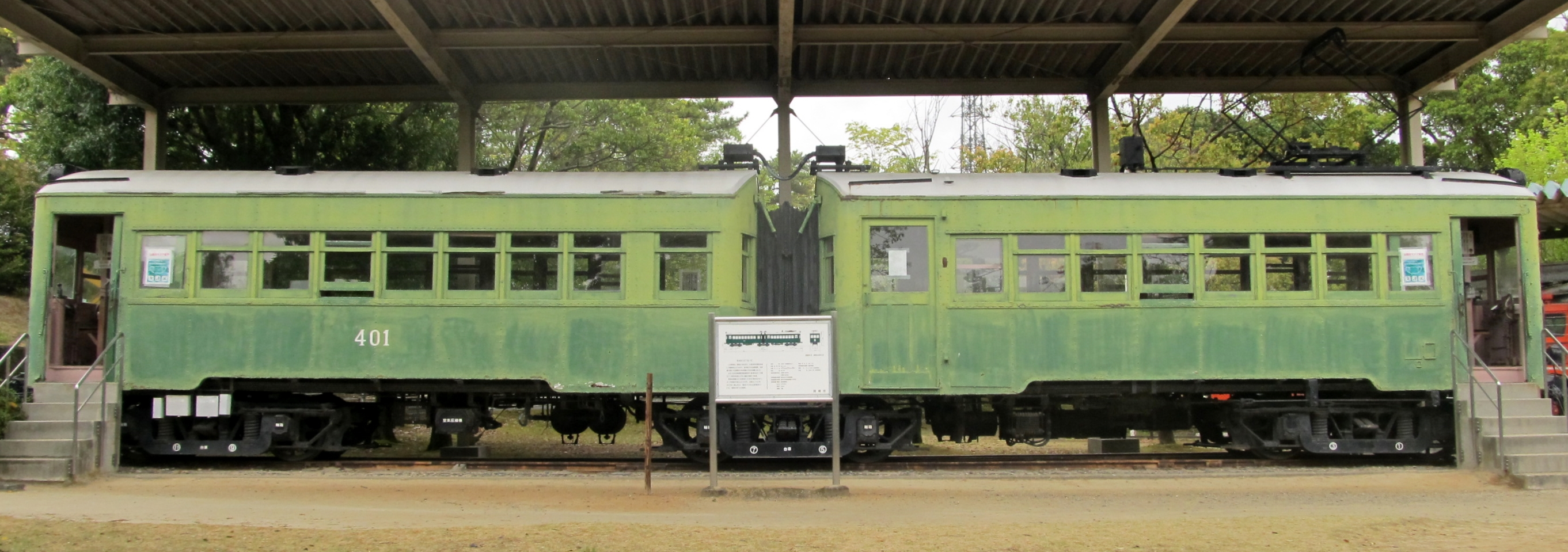
モ400形

ところが、前述した電動空気圧縮機搭載に伴う台車枠補強の結果、台車の重量バランスが崩れて線路への追従性が低下し、モ110形を含む空気制動新設を実施した4輪単車各形式は度々脱線事故を引き起こすようになった。
対策を迫られた名鉄は、半鋼製車体の4輪単車各形式を対象として、車体および電装品を流用し、2両を1組として2車体3台車連接構造のボギー車へ改造することを計画した。その第一弾としてモ110形よりモ110・モ111の2両が選定され、1952年（昭和27年）5月に日本車輌製造本店において改造が施工された。
連接車化改造に際しては、モ110・モ111とも連結面となる側の運転台を撤去し、貫通路および貫通幌を新設した。また連結面側妻面の幕板部が上方へ延長され、妻面と屋根部との接合部が切妻形状に改められた。さらにモ110・モ111とも前面向かって右側の側面後位寄り客用扉が埋め込み撤去されて左右非対称構造となり、編成あたりの側面窓配置はD 8 1 / D 8 Dとなった。
主要機器は台車をブリル21-E単台車から形鋼組立形釣り合い梁式2軸ボギー台車の日本車輌製造D11・D13に換装し、編成両端部にD11台車を、中間連接部にD13台車をそれぞれ装着した。主電動機はイングリッシュ・エレクトリックDK-30-C（端子電圧600 V時定格出力44.8 kW）に換装、歯車比4.6 (69:15) で両端台車へ各2基、編成あたり計4基搭載した。
その他、集電装置を菱形パンタグラフへ換装して忠節寄り車体の先頭側に1基搭載し、制御装置および制動装置については改造以前のM-15-C電動カム軸式間接自動制御器およびSME非常直通空気ブレーキを継続使用した。
改造後のモ110・モ111はモ400形（2代）の形式称号が付与され、また当時の省令上連接車は1編成を1両として扱ったため、記号番号はモ401と編成単位で付与された。
| モ400形（2代）の主要諸元 | モ400形（2代）の主要諸元              | モ400形（2代）の主要諸元              | モ400形（2代）の主要諸元              |
| ------------------------ | ------------------------------------- | ------------------------------------- | ------------------------------------- |
| 編成                     | 2車体3台車連接固定編成                | 主電動機                              | DK-30-C（出力44.8 kW）                |
| 車両定員                 | 120人（座席58人）                     | 搭載数                                | 4基 / 編成                            |
| 全長                     | 19,778 mm                             | 歯車比                                | 4.60 (69:15)                          |
| 全幅                     | 2,616 mm                              | 駆動装置                              | 吊り掛け駆動                          |
| 全高                     | 4,058 mm （パンタグラフ折り畳み時）   | 制御装置                              | 電動カム軸式間接自動制御 M-15-C       |
| 車体材質                 | 半鋼製                                | 台車                                  | D11（両端台車）・D13（中間台車）      |
| 編成質量                 | 35.00 t                               | 制動方式                              | SME非常直通空気ブレーキ               |
| 備考                     | 各データは1961年（昭和36年）7月現在。 | 各データは1961年（昭和36年）7月現在。 | 各データは1961年（昭和36年）7月現在。 |

モ401は編成あたりの全長が19,778 mmと揖斐線系統に在籍する各形式で最長となった。また1編成あたりの車両定員が120人（座席58人）と、改造以前の1両あたりの車両定員50人（座席20人）と比較して収容力も増加したため現場では好評を博した。しかし、改造費用が高額であったことがネックとなり、以降の改造は打ち切られた。また同時期には他路線区において新型車両導入に伴う従来型2軸ボギー車の余剰が発生していたため、残りの半鋼製車体の4輪単車各形式については他路線区からの転用車両によって代替するよう計画が変更された。モ110形で唯一未改造のまま残存したモ112についても1959年（昭和34年）7月6日付で廃車となり、モ110形は形式消滅した。
モ401はその後も揖斐線系統において運用されたが、1973年（昭和48年）に当時架線電圧600 V路線区であった瀬戸線へ3700系（2代）が導入されたことに伴って、余剰となったモ700形・モ750形・ク2320形の各形式が瀬戸線より揖斐線系統へ転用されたことによる代替対象となった。1973年（昭和48年）11月3日・4日の両日に実施されたさよなら運転を最後に運用を離脱、同年12月25日付で除籍されてモ400形は形式消滅し、美濃電セミシ64形を由来とする各形式は全廃となった。
廃車後、モ401は翌1974年（昭和49年）に愛知県岡崎市へ寄贈されて岡崎市南公園へ搬入され、同地にて2014年（平成26年）12月現在も静態保存されている。